# Brzeće
Brzeće (em cirílico: Брзеће) é uma vila da Sérvia localizada no município de Brus, pertencente ao distrito de Rasina. A sua população era de 237 habitantes segundo o censo de 2011.

## Demografia
| 1948 | 1953 | 1961 | 1971 | 1981 | 1991 | 2002 | 2011 |
| ---- | ---- | ---- | ---- | ---- | ---- | ---- | ---- |
| 267  | 331  | 372  | 297  | 272  | 251  | 258  | 237  |